# JYSK Park
Lo JYSK Park è uno stadio di calcio a Silkeborg, in Danimarca. Lo stadio ospita il Silkeborg e lo Young Boys FD e ha una capacità di 10.000 spettatori. La costruzione del JYSK Park è iniziata nel 2015 ed è stata completata nell'estate del 2017. È stato inaugurato il 31 luglio 2017 per una partita tra Silkeborg  e Aarhus, dove la squadra di casa ha vinto 2-1 davanti a 9.411 tifosi. Gustaf Nilsson del Silkeborg è diventato il primo marcatore nello stadio nella vittoria per 2-1 sull'Aarhus.
Lo stadio si trova a Søhøjlandet vicino all'arena JYSK. La costruzione dello stadio è stata una collaborazione tra la proprietà del Silkeborg  e il Comune di Silkeborg, con un costo stimato di 130 milioni di corone. Il comune ha finanziato 60 milioni di euro per la costruzione, mentre il club ha contribuito con i restanti 70 milioni.
Il campo del JYSK Park è costituita da erba sintetica.